# Prexaspes viridipes
Prexaspes viridipes är en insektsart som beskrevs av Ludwig Redtenbacher 1906. Prexaspes viridipes ingår i släktet Prexaspes och familjen Pseudophasmatidae. Inga underarter finns listade i Catalogue of Life.